# Baryscapus evonymellae
Baryscapus evonymellae är en stekelart som först beskrevs av Bouché 1834.  Baryscapus evonymellae ingår i släktet Baryscapus, och familjen finglanssteklar. Arten är reproducerande i Sverige.